# Episodi de Il tredicesimo apostolo (prima stagione)
La prima stagione della serie televisiva Il tredicesimo apostolo, sottotitolata Il prescelto e composta da 12 episodi, è stata trasmessa in prima visione in Italia da Canale 5 dal 4 gennaio al 7 febbraio 2012.
| nº | Titolo                 | Prima TV Italia  |
| -- | ---------------------- | ---------------- |
| 1  | Gemelli                | 4 gennaio 2012   |
| 2  | Anatema                | 4 gennaio 2012   |
| 3  | Presagi di morte       | 11 gennaio 2012  |
| 4  | Un'altra vita          | 11 gennaio 2012  |
| 5  | Rachele                | 18 gennaio 2012  |
| 6  | La macchia di Lucifero | 18 gennaio 2012  |
| 7  | Dalle stelle           | 25 gennaio 2012  |
| 8  | La scelta              | 25 gennaio 2012  |
| 9  | Il villaggio           | 1º febbraio 2012 |
| 10 | Fantasmi               | 1º febbraio 2012 |
| 11 | Il circolo di Plutarco | 7 febbraio 2012  |
| 12 | La profezia            | 7 febbraio 2012  |

## Gemelli
- Diretto da: Alexis Sweet
- Scritto da: Andrea Nobile

### Trama
Gabriel Antinori, trentacinque anni, è un gesuita, docente di teologia e membro della "Congregazione della Verità", un ordine segreto della Chiesa deputato a indagare su presunti fenomeni paranormali. Gabriel, però, è anche un uomo tormentato da un passato che non riesce a ricordare, fatta eccezione per la notte in cui, a soli dieci anni, perse sua madre in circostanze misteriose. Da allora, rimasto orfano, è cresciuto sotto la tutela di Monsignor Demetrio Antinori, suo zio e capo della "Congregazione della Verità". A Gabriel verrà affidato dallo zio il primo caso su cui dovrà indagare: una presunta levitazione che vede protagonisti due gemelli di appena sei anni. Gabriel si dirige nella fattoria in cui vivono in gemelli, ma li trova anche un'altra donna: la psicologa Claudia Munari. Grazie all'aiuto di Claudia, Gabriel riesce a risolvere il mistero: i bambini levitavano a causa del magnesio sotto la loro stanza. Vengono portati d'urgenza in ospedale, ma quando il padre, violento con i figli, entra in macchina, i bambini lo fanno attaccare da uno sciame d'api.
- Ascolti Italia: telespettatori 7 543 000 – share 26,45%[1]

## Anatema
- Diretto da: Alexis Sweet
- Scritto da: Mizio Curcio e Leonardo D'Agostini

### Trama
Gabriel e Claudia si trovano ad indagare su un fenomeno di emolacria: una studentessa di un collegio privato femminile infatti piange lacrime di sangue. Nel corso delle indagini tra Claudia e Gabriel inizia a instaurarsi un feeling che appare tutt'altro che amichevole e innocente. Li i due fanno la conoscenza della studentessa Agata che scopriranno essere la vera causa del misterioso avvenimento: tutto ciò che Agata disegna si avvera. Agata dopo essere stata scoperta decide di suicidarsi ma Gabriel la salva richiamandola dall'oltretomba, salvandole la vita. I due decidono di portare in un altro collegio Agata perché gli avvenimenti non si ripetano, ma questa è già andata via con la zia. Intanto Agata non si trova con la zia ma con un uomo malvagio: Bonifacio Serventi, membro di una setta che vuole portare sulla strada del male tutti coloro che possiedono poteri paranormali. Serventi da un album da disegno e delle matite ad Agata dicendole di "disegnare".
- Altri interpreti: Laura Glavan (Agata Ardenzi)

- Ascolti Italia: telespettatori 6 757 000 – share 27,91%[1]

## Presagi di morte
- Diretto da: Alexis Sweet
- Scritto da: Mizio Curcio e Leonardo D'Agostini

### Trama
Sconvolta dal modo in cui Gabriel ha salvato Agata, e non potendo darsi risposte razionali, Claudia decide di indagare sul suo passato. Scopre così che il padre di Gabriel si è suicidato. Gabriel intanto prende coscienza dei suoi poteri grazie all'ex medium Eugenio Muster e scopre la verità sulle rivelazioni di suo zio. Muster infatti è un anziano che predice il futuro e conosce Serventi. Egli però aggiunge anche una profezia: Gabriel sarà l'ultima cosa che egli vedrà.
- Altri interpreti: Davide Lorino (Emanuele Giusti)

- Ascolti Italia: telespettatori 6 248 000 – share 20,93%[2]

## Un'altra vita
- Diretto da: Alexis Sweet
- Scritto da: Fosca Gallesio

### Trama
Stefano, un ragazzino di sedici anni, in seguito a un trauma fisico inizia ad avere ricordi che sembrano appartenere a un soldato nazista. Gabriel, incaricato dallo zio, e Claudia si trovano a indagare su questo insolito fenomeno, vivendo, come testimoni, attraverso Stefano, una storia d'amore che riesce a essere più forte del tempo e della morte.
- Altri interpreti: Federico Tolardo (Stefano Fabbri)

- Ascolti Italia: telespettatori 5 868 000 – share 25,56%[2]

## Rachele
- Diretto da: Alexis Sweet
- Scritto da: Alfredo Arciero

### Trama
In un villaggio sperduto, una ragazzina, Rachele, torna dopo quindici anni uguale al giorno in cui scomparve. Il tempo per lei sembra non essere passato, ma la sua presenza invece di essere miracolosa si accompagna a una serie di inspiegabili morti che hanno, evidentemente, a che fare col suo ritorno. Prima muore il padre, successivamente, il cieco del villaggio, un'anziana maestra, infine il parroco don Lucio. Gabriel e Claudia scoprono poi che la giovane tornata al paese è la figlia di Rachele, fuggita a suo tempo in Romania per mettere al mondo la bambina concepita dopo uno stupro. Era stato proprio don Lucio a molestare la ragazzina scomparsa e l'aveva fatto sotto gli occhi dell'uomo cieco, dell'anziana maestra e con il consenso del padre. Tutti questi personaggi legati tra loro da questo segreto sono deceduti, con un solo sguardo assassino della piccola venuta dal lago. Quel lago che, dopo che "giustizia" è stata fatta, è stato pronto a riaccoglierla, infatti dopo questi eventi Monsignor Antinori scopre che Rachele e la bambina sono in realtà morte al momento del parto. Claudia che nel frattempo ha raggiunto Gabriel, nonostante la sua richiesta di rimanere distanti, gli confida di aver iniziato ad indagare sul suo passato e di avere contattato il maresciallo Marini, il quale le ha rivelato che quella tragica notte alla villa era presente una guardia del servizio di vigilanza. Il maresciallo però poco dopo si suicida.
- Altri interpreti: Aurore Erguy (Rachele Berti)

- Ascolti Italia: telespettatori 5 669 000 – share 18,75%[3]

## La macchia di Lucifero
- Diretto da: Alexis Sweet
- Scritto da: Filippo Kalomenidis

### Trama
Gabriel affronta assieme a Padre Isaia Morganti il nuovo caso che gli viene affidato dalla Congregazione: in una cittadina sembrano verificarsi insoliti e inspiegabili incendi, e ogni indizio pare condurre a Nadia, una donna dal passato oscuro e misterioso, sopravvissuta indenne alla guerra, fatta eccezione per una piccola macchia rossa nel suo occhio sinistro. Si tratta in realtà di una scheggia radioattiva. Lo stress della ragazza, vittima di molestie e di ostilità da parte dei colleghi, ha potenziato la radioattività presente nel suo organismo, provocando così gli incendi. Dopo aver rimosso la scheggia di uranio dall'occhio, Nadia ha un incontro in intimità con un giovane che prende fuoco davanti alle sue urla. Intanto, per Gabriel arriva il momento della verità. La morte del Maresciallo Marini e il ritorno di Muster, spronano il giovane gesuita a indagare a fondo sulla natura del suo dono. Decide pertanto di tornare alla villa in cui trascorse la sua infanzia. Chiede a Claudia di accompagnarlo in questo difficile percorso, ma lei, sentendosi troppo coinvolta emotivamente, sulle prime rifiuta. Dopo un incontro con Monsignor Demetrio, che la mette al corrente dei danni neurologici riportati dal nipote la notte in cui cadde con la madre dal tetto della villa, Claudia corre da Gabriel per non lasciarlo solo. Nella villa Gabriel scopre che la stanza che nella sua mente congiunge la vita e la morte è in realtà lo studio del padre. Qui trova un carillon che suona la musica del suo sogno ricorrente. I due decidono di fermarsi per la notte ma dopo poche ore sarà proprio il suono del carillon a richiamare Gabriel nel corridoio dove davanti ai suoi occhi si materializzerà lo spettro del padre.
- Ascolti Italia: telespettatori 4 761 000 – share 18,80%[3]

## Dalle stelle
- Diretto da: Alexis Sweet
- Scritto da: Andrea Leanza

### Trama
Gabriel è nella villa dei suoi genitori, reduce da una pessima nottata fatta di cattivi ricordi e del pensiero del bacio tra lui e Claudia. Qui inizia a scoprire frammenti sul suo passato che in qualche modo sembra ancora avvolta nel mistero. Padre Isaia, candidato anche lui come Gabriel per un posto nel Direttorio, decide di eliminare la concorrenza di Gabriel, e promette quindi del denaro a Pietro Lima, studente di Gabriel, in cambio della foto che il giovane ha scattato sbadatamente a Claudia e Gabriel mentre si baciavano. Pietro gliela consegna e porta il denaro che condivide con la fidanzata Giulia che ignora come questo l'abbia ricevuto.
- Ascolti Italia: telespettatori 5 072 000 – share 16,18%[4]

## La scelta
- Diretto da: Alexis Sweet
- Scritto da: Leonardo D'Agostini e Gianfranco Nerozzi

### Trama
Gabriel e Claudia si trovano ad indagare su Rosa, una quarantenne costretta su una sedia a rotelle a causa di una lesione al midollo spinale, che torna inspiegabilmente a camminare. Si scoprirà che “il miracolo” è dovuto ad un antico bracciale con poteri che la donna ha ricevuto da una guaritrice poi sparita e che proprio questo monile l'ha portata alla miracolosa guarigione. Essa però ha un prezzo: il sacrificio di una persona, in questo caso il marito della donna che anni prima l'aveva tradita. Gabriel e Claudia riescono a fare in modo che ciò non accada, il prete inoltre usa il suo dono per scacciare il demone che si è impossessato di lei, anche se ciò significherà per Rosa ritrovarsi nuovamente paralizzata. Bonifacio Serventi, finalmente, si palesa a Gabriel e, proprio grazie a lui, scopre di avere dentro di sé anche un "lato malvagio". Serventi lo tenta, lo sprona a capire chi è lui veramente e lo invita ad unirsi al suo gruppo. Ma Gabriel non cede. Da un faccia a faccia con lo zio, Gabriel viene a sapere anche la verità sulla morte del padre: l'uomo è deceduto in seguito a dei rituali in cui aveva coinvolto anche il figlio. Questa scoperta, sommata al bacio con Claudia, lo porta a dubitare della sua vocazione tanto da fargli pensare di abbandonare la Chiesa. Demetrio lo invita a non farlo: restando nella congregazione potrà indirizzare i suoi poteri verso il bene. Gabriel capisce che l'unico modo per combattere i soggetti oscuri ancora da svelare è quello di rimanere nella Chiesa. Comunica quindi la sua decisione a Claudia che, pur delusa, lo sostiene. Infine, durante la riunione del Direttorio in cui si decide il candidato, arriva il recapito della busta contenente le foto del bacio "peccaminoso" tra lui e Claudia.
- Altri interpreti: Fiorenza Marchegiani (Isabella Munari, madre di Claudia), Paolo Gasparini, Irene Ferri (Rosa Ganelli), Virginia Valsecchi (Angelica Ganelli).

- Ascolti Italia: telespettatori 4 530 000 – share 17,47%[4]

## Il villaggio
- Diretto da: Alexis Sweet
- Scritto da: Aaron Ariotti e Stefano Sardo

### Trama
Le foto scattata da Pietro compromettono la nomina di Gabriel al Direttorio, mentre le nuove indagini della Congregazione vengono affidate a Padre Isaia: si tratta del villaggio di Santo Masso, nel cuore dell'Appennino, dove si è insediata una comunità dedita a misteriosi culti pagani. Avendo perso le tracce di Padre Isaia scomparso nel nulla, Gabriel si reca in segreto al villaggio, dove incontra un misterioso bambino. Gabriel, lontano da Claudia e dalla Congregazione indaga più a fondo anche sui suoi sentimenti, il desiderio che prova per la psicologa è molto forte ma un inaspettato incontro fra Monsignor Demetrio e Claudia mette nuovamente tutto in discussione. Infatti il Monsignore vuole porre fine alla storia fra Claudia e Gabriel. Il gesuita nel frattempo libera Padre Isaia che era stato rapito dal primo e dal secondo marito della capovillaggio e, grazie all'aiuto del terzo marito di questa, i due gesuiti riescono a scappare.
- Altri interpreti: Carmelo Galati (Luca), Stefania Orsola Garello (Maria), Andrea Pittorino (Emmanuel/Davide Longo)

- Ascolti Italia: telespettatori 5 556 000 – share 17,34%[5]

## Fantasmi
- Diretto da: Alexis Sweet
- Scritto da: Alessandro Fabbri

### Trama
Monsignor Demetrio è preoccupato per Gabriel, che, oltre, alla nomina al Direttorio sta perdendo se stesso per ricostruire il suo passato. Grazie all'aiuto di Padre Alonso, anziano archivista della Congregazione, Gabriel però continua ad indagare sulla società segreta che pensa che abbia a capo Serventi e che ha scoperto rifarsi al “Candelaio”, opera teatrale dell'eretico Giordano Bruno. Pare che, ispirata da questo testo, la setta abbia scritto un libro omonimo, una sorta di antivangelo. Anche il caso su cui indaga sottolinea il fatto che il passato deve essere sempre affrontato e non rimosso: in un'elegante casa romana, infatti, una donna avverte la presenza di un fantasma che la ossessiona a e cui non sa dare nome, ma ciò che terrorizza e inquieta non sempre viene per distruggere. Infine Gabriel, Claudia, Pietro e Padre Alonso si decidono di dividere per indagare parallelamente su due possibili sedi del Candelaio, ed è proprio in una di queste sedi, a Villa Delbono, che Claudia viene rapita.
- Altri interpreti: Sara D'Amario (Ada), Vincenzo Ferrera (Lorenzo)
- Ascolti Italia: telespettatori 5 230 000 – share 20,29%[5]

## Il circolo di Plutarco
- Diretto da: Alexis Sweet
- Scritto da: Fosca Gallesio, Lorenza Ghinelli, Andrea Nobile

### Trama
Gabriel e Pietro riescono a liberare Claudia che era stata rapita, ma durante la fuga vengono bloccati da Serventi e Pietro viene colpito dalla punta del bastone del malvagio uomo. Lo studente, in fin di vita, chiede perdono e confessa a Gabriel di essere stato lui a scattare le foto che gli hanno impedito di entrare nel Direttorio della Congregazione. Gabriel cerca di usare il suo potere per ridare la vita a Pietro, ma fallisce, e lo studente muore. Accecato dal dolore, Gabriel si rende conto che dietro l'aggressione ai danni di Claudia può esserci un'unica persona: la sola che era al corrente che lei era a villa Del Bono, ovvero Padre Isaia. Gabriel, raggiunge il confratello ed esplora per la prima volta il lato oscuro del suo potere rimanendone terrorizzato. La sua parte oscura stava per uccidere Isaia ma Gabriel riprende il controllo di sé fermandosi appena in tempo. E mentre Isaia in un letto d'ospedale lotta tra la vita e la morte, Gabriel scopre che a tradirlo è stato qualcuno che proprio non si aspettava, ovvero suo zio: Monsignor Demetrio Antinori. Claudia viene nuovamente rapita e condotta nella sede segreta del Candelaio dove farà un incontro imprevedibile con una persona che tutti credevano morta, Clara Antinori, la madre di Gabriel. Gabriel decide di salvare Claudia, ma per farlo deve trovare l'antivangelo e carpirne le informazioni capaci di condurlo alla sede del Candelaio. Ad aiutarlo, ancora una volta, saranno l'amicizia e le doti medianiche di Muster che scoperto l'accaduto promette a Gabriel di aiutarlo.
- Altri interpreti: Laura Glavan (Agata Ardenzi), Paolo Graziosi (Alessandro Foschi)

- Ascolti Italia: telespettatori 6 077 000 – share 22,02%[6]

## La profezia
- Diretto da: Alexis Sweet
- Scritto da: Mizio Curcio, Leonardo D'Agostini, Gianfranco Nerozzi

### Trama
Gabriel, accompagnato da Muster, decide di cercare l'antivangelo. I due scoprono che l'unica copia dell'antivangelo in grado di rivelare tutti i segreti del Candelaio e del passato di Gabriel è nascosta nello studio del pittore Alessandro Foschi, membro anche lui dell'organizzazione segreta. Ma, arrivati in quel luogo che sembra deserto, Muster riconosce il posto che nelle sue visioni si accompagna con la sua morte. Intanto Padre Isaia diventa una persona "scomoda" per i segreti di Monsignor Demetrio che lo consegna al Candelaio. Serventi interroga senza alcuna pietà Alessandro Foschi, con l'obiettivo di scoprire dove abbia nascosto l'antivangelo che permetterebbe a Gabriel di anticipare le sue mosse. Foschi, però, vuole che Gabriel sappia ogni cosa, per potere finalmente scegliere chi essere, e decide per questo di rimanere in silenzio. Gabriel e Muster cercano fra gli scaffali dello studio di Foschi e, quando lo trovano, un membro del Candelaio lo prende e tenta di uccidere Gabriel. Muster però si precipita di fronte a Gabriel in tempo sparando in pieno cuore all'aggressore, che però lo uccide a sua volta con un pugnale. Gabriel riprende dalle mani dell'assassino di Muster l'antivangelo e intanto riesce ad apprendere la profezia che da anni vi era contenuta all'interno, nonché a far luce sul suo passato: grazie a un'illustrazione presente nel libro, Gabriel intuisce di dover tornare a Villa Antinori per poter scoprire la verità sulla propria visione. Una volta giunto alla villa, il sacerdote scopre una stanza segreta al suo interno e, grazie ad alcuni dipinti sulle pareti, rivive la notte in cui morì sua madre, venendo così a conoscenza che il suo vero padre è proprio Monsignor Demetrio Antinori, colui che, a causa di un incidente, aveva provocato la morte di Sebastiano Antinori. Gabriel, in preda alla rabbia, trascina il prelato in cima al tetto, pronto a gettarlo di sotto. Claudia si precipita a fermarlo, ricordandogli che può ancora scegliere il proprio destino. Gabriel rinuncia alla propria vendetta, intenzionato però a fare rapporto di quanto accaduto alla Congregazione. Monsignor Antinori, amareggiato e profondamente dispiaciuto per quanto accaduto, si lascia cadere dal tetto, chiedendo perdono al proprio figlio. Nel frattempo, Isaia riesce a fuggire dalla struttura in cui è tenuto prigioniero e si mette in contatto con Gabriel, il quale gli consiglia di recarsi al più presto alla Congregazione per raccontare quanto accaduto. Intanto, grazie alle informazioni fornitegli dal confratello, Gabriel raggiunge la villa dell'organizzazione, nella quale trova tutti coloro che aveva salvato tempo prima e che possiedono un dono. Assieme a Padre Morganti, Padre Antinori libera tutti i "prigionieri" e denuncia il fatto alla Congregazione. I due sacerdoti vengono nominati membri del Direttorio, grazie soprattutto al grande impegno profuso nella ricerca della verità e al lavoro svolto all'interno della Congregazione. Il rapporto di Gabriel con Claudia si indebolisce e il sacerdote, ben conscio dei sentimenti nei confronti della psicologa, le confessa che ha già deciso il proprio destino all'interno della Chiesa.
- Altri interpreti: Laura Glavan (Agata Ardenzi), Aurore Erguy (Rachele Berti), Paolo Graziosi (Alessandro Foschi), Andrea Pittorino (Emmanuel)
- Ascolti Italia: telespettatori 6 077 000 – share 24,44%[6]